# 韓國漫畫
韓國漫畫，受到日本漫畫極大的影響、表現方式相似，但內容編排與歐美漫畫一樣由左到右；日本則是由右到左。

## 概要
1909年6月2日《大韓民報》創刊時李道榮所繪時事漫画為濫觴，當時仍稱「插畫」；同年9月在美国發行的《新韓民報》則稱「諧畫」。日韓合併後引進和製漢語「漫畫」一詞。二戰結束，在日漫畫家陸續歸國創作。韓戰期間，南、北韓雙方均利用漫畫做心戰文宣。後朴正熙以降實施軍事統治，箝制言論、出版自由，造成漫畫品質低落。
脫離軍事統治後，及至2000年代政府扶植、設立漫畫產業基地，增進国際交流、招聘海外漫画家，大量輸出漫畫至海外。其中以Webtoon類型最受注目。

## 主要出版社

### 大元出版社
大元出版社（대원씨아이, 大元 C.I.），前身是「大元動画出版事業部」，1992年該事業部成立為法人公司。
- 2002年8月，在韓國動漫業中率先於KOSDAQ上市。
- 授權台灣果唐國際、尖端出版、亞圖文化。

### 鶴山文化社
鶴山文化社（학산문화사），1995年創立。
- 授權台灣核心文化。

### 時空社
時空社（시공사），發軔於1989年，1995年8月17日成立株式會社。
- 授權台灣尚禾文化（表記「SIGONGSA」）。

### 首爾文化社
首爾文化社（서울문화사），1988年1月創立，現發展成「首爾媒體集團」（SEOUL MEDIA GROUP）。
- 授權台灣東立出版社（表記「SEOUL文化社」）。

### 三陽出版社
三陽出版社（삼양출판사），前身是1975年7月創立的「三陽文化社」，1999年3月法人轉換並改為現名。
- 授權台灣東立出版社。
- 海外網站常把它跟Samyang Media （页面存档备份，存于）混淆。

## 外部連結
- 韓國漫畫家協會 （页面存档备份，存于）
- 大元出版社
- 鶴山文化社 （页面存档备份，存于）
  - haksan comic （页面存档备份，存于）
  - haksan comic的X（前Twitter）
- 時空社 （页面存档备份，存于）
- 首爾文化社 （页面存档备份，存于）
- 三陽出版社
  - Samyang Comics （页面存档备份，存于）
  - dream books
  - Cian Comics （页面存档备份，存于）